# WTA Oslo
Das WTA Oslo  (offiziell: Oslo Open) war ein Tennisturnier der Women’s Tennis Association, das in Oslo ausgetragen wurde.

## Siegerliste

### Einzel
| Jahr | Siegerin           | Finalgegnerin   | Ergebnis |
| ---- | ------------------ | --------------- | -------- |
| 1991 | Catarina Lindqvist | Raffaella Reggi | 6:3, 6:0 |

### Doppel
| Jahr | Siegerinnen                      | Finalgegnerinnen                 | Ergebnis      |
| ---- | -------------------------------- | -------------------------------- | ------------- |
| 1991 | Claudia Kohde-Kilsch Silke Meier | Sabine Appelmans Raffaella Reggi | 3:6, 6:2, 6:4 |

## Quelle
- Turnierplan auf der WTA Homepage (PDF; 112 kB)